# إبراهيم علي شحاته السمنودي
إبراهيم بن علي بن علي شحاتة السَّمَنُّودِي (1333- 1429 هـ/ 1915- 2008 م) من كبار القرَّاء المصريين، وعلماء القراءات القرآنية.

## ولادته
ولد إبراهيم بن علي بن علي شحاتة السَّمَنُّودِي الشافعي المصري بمدينة سَمَنُّود بمحافظة الغربية بمصر، في يوم الأحد 22 من شعبان عام 1333هـ، الموافق لـ 5 يوليو عام 1915م.

الشيخ إبراهيم السمنودي في شبابه

## شيوخه
1. الشيخ علي قانون: المحفظ بكتاب القرية آنذاك حفظ عليه القرآن، وهو ابن عشر سنين، برواية حفص عن عاصم.
2. الشيخ محمد أبو حلاوة: ختم عليه القرآن خمس مرات برواية حفص عن عاصم وأخذ عليه التجويد في الختمة السادسة، ثم أشار عليه الشيخ محمد أبو حلاوة بحفظ الشاطبية، فحفظها في سنة ثم قرأ بمؤداها القراءات السبع في سنة أخرى على نفس الشيخ.
3. الشيخ السيد عبد العزيز بن عبد الجواد: قرأ عليه الدرة المضية في القراءات الثلاث للإمام ابن الجزري، ومنحة مولى البر للإبيارى، وتحريرات الشيخ الطباخ على طيبة النشر المسماة هبة المنان في تحرير أوجه القرآن، ثم قرأ عليه ختمة بالقراءات العشر. بعدها، بدأ الشيخ في تحصيل بعض العلوم الشرعية والعربية .
4. الشيخ محمد أبو رزق: تلقى عليه الفقه الشافعي والعلوم الشرعية.
5. الشيخين السيد متولي القط ومحمد الحسنى: درس عليهما النحو.
6. الشيخ عبد الرحيم الحيدرى: درس عليه الكافي في علم العروض والقوافي وكان مدرسا بكلية اللغة العربية آنذاك، وبعد ذلك رحل إلى محافظة القاهرة، وكان عمره آنذاك ثمانية وعشرين عاماً، فامتحن والتزم بمقرأة من مقارئ القاهرة شيخاً لها، وكان ذلك سنة أربعة وأربعين وتسعمائة وألف من الميلاد .
7. الشيخ العلامة محمد على الضباع: كان رئيس لجنة الاختبار التي امتحن أمامها شيخنا حينما قدم إلى القاهرة وكان كلما سأله في الطيبة أجابه بما في تحريرات الشيخ الطباخ فأعجب به جداً، وأشار عليه بحفظ «فتح الكريم في تحرير أوجه القرآن العظيم» للعلامة المتولي، عن طريق الأزميري، فعكف شيخنا عليها حفظاً ودراسة على الشيخ حنفي السقا، وبينه وبين المتولي في السند رجل واحد: وهو الشيخ: خليل الجنايني، ومكث عند أربع سنوات: أخذ عنه فيها القراءات العشر من طريق طيبة النشر، ثم القراءات الأربع الزائدة على العشر المتواترة .[2]

## مؤلفاته
للشيخ إبراهيم العديد من المؤلفات، منها المطبوع، والمخطوط، وهذا بيانها:
1. التحفة السمنودية في تجويد الكلمات القرآنية.
2. بهجة اللحاظ بما لحفص من روضة الحفاظ.
3. لآلئ البيان في تجويد القرآن.
4. تلخيص لآلئ البيان في تجويد القرآن.
5. رياضة اللسان شرح تلخيص لآلئ البيان في تجويد القرآن.
6. مرشد الإخوان إلى طرق حفص بن سليمان .
7. ضياء الفجر فيما لحفص أبي عمرو .
8. باسم الثغر بما لحفص على القصر .
9. أنشودة العصر بما لحفص على القصر .
10. آية العصر في خلافات حفص من طريق طيبة النشر.
11. أماني الطلبة في خلف حفص من طريق الطيبة.
12. موازين الأداء في التجويد والوقف والابتداء.
13. تتمة في تحرير طرق ابن كثير وشعبة.
14. حل العسير من أوجه التكبير.
15. تنقيح فتح الكريم في تحرير أوجه القرآن الكريم، بالاشتراك مع الشيخين الجليلين أحمد عبد العزيز الزيات ، وعامر بن السيد عثمان.
16. الموجز المفيد في علم التجويد.
17. أمنية الولهان في سكت حفص بن سليمان.
18. المعتمد في مراتب المد.
19. مرشد الأعزة إلى خلافات الإمام حمزة.
20. تحقيق المقام فيما لحمزة عن السكت العام.
21. إتحاف الصحبة برواية شعبة.
22. هداية الأخيار إلى قراءة الإمام خلف البزار.
23. كشف الغوامض في تحرير العوارض.
24. الدُّر النظيم في تحرير أوجه القرآن العظيم.
25. الحصر الشامل لخواتيم الفواصل.
26. المحصي لعد آيات الحمصي.
27. دواعي المسرة في الأوجه العشرية المحررة من طريقي الشاطبية والدرة.
28. رسالة فيما لحمزة على السكت العام من الطيبة_ من طريق الكامل.
29. المناهل المستعذبة في طرق الأئمة العشرة. ( لم يكتمل )
30. النجم الزاهر في قراءة ابن عامر. ( لم يكتمل )
31. الوجوه النضرة في القراءات الأربع عشرة. ( لم يكتمل ).

هذا، ولقد ظل الشيخ أستاذاً للتجويد والقراءات بالأزهر الشريف خمسة وعشرين عاماً حتى أحيل للتقاعد، وعضواً بلجنة تسجيل المصاحف القرآنية المرتلة لمشاهير القراء في مصر، أمثال الشيخ الحصري، والشيخ المنشاوي، والشيخ مصطفى إسماعيل.

## تلامذته
تلامذته الذين تعلموا منه أو أعطاهم على إجازات في التجويد والقراءات، كثيرون: منهم 
القراء المشاهير: محمود خليل الحصري - مصطفى إسماعيل - محمد صديق المنشاوي - محمود علي البنا - عبد الباسط عبد الصمد[بحاجة لمصدر].
1. الشيخ رزق خليل حبة  شيخ عموم المقارئ المصرية.
2. الشيخ عبد الفتاح المرصفى صاحب هداية القاري إلى تجويد كلام الباري .
3. الشيخ محمود حافظ برانق رئيس لجنة مراجعة المصحف سابقا .
4. الشيخ مشاري راشد العفاسي.
5. الشيخ عطية قابل نصر عميد معهد القراءات الأسبق .
6. الشيخ محمد عبد الدايم خميس عضو لجنة المصحف .
7. الشيخ محمد تميم الزعبى صاحب التحقيقات العديدة.
8. الدكتور أيمن رشدي سويد صاحب التحقيقات العديدة.
9. الخياط.
10. الدكتور حمدي الرفاعي عوض عجوة أستاذ علم النبات بكلية العلوم.
11. الشيخ القارئ أبو مارية أحمد فتحي الزيني - الكاتب وصاحب التحقيقات، أشهرها: نصيحة الظمآن بظاءات القرآن للإمام عبد الكريم الخليفتي الحنفي.
12. الشيخ محمود أمين طنطاوى وكيل مشيخة المقارئ .
13. الدكتور حمد الله حافظ الصفتي، أستاذ المذهب الحنفي بالجامع الأزهر الشريف.
14. الدكتور محمد أحمد شقرون الجزائري.

وغيرهم كثير جدًّا.

## أقرانه
أما أقران المصنف فنذكر من المبرزين منهم: 
1. الشيخ أحمد عبد العزيز الزيات.
2. الشيخ عامر بن السيد عثمان.

ومن دعائه قوله: 

## وفاته
توفي الشيخ صبيحة يوم الأحد 7 رمضان المبارك عام 1429هـ الموافق 7 سبتمبر 2008م، عن عمر ناهز 94 عامًا.